# Руј Лопез де Сегура
Руј Лопез де Сегура (шп. Ruy López de Segura; Зафра, 1540 — Мадрид, 1580) је био шпански шахиста, свештеник а касније и бискуп у Сегури, чија је књига из 1561, „Књига о слободном изумевању и вештини шаховске игре“ (шп. Libro de la invención liberal y el arte del juego del ajedrez), била једна од првих дефинитивних књига о медерном шаху, тек након књиге Педра Дамјана из 1512. Сматра се да је био прва особа у историји са титулом шаховског велемајстора.
Једно од најчешће коришћених шаховских отварања „Руј Лопез“ добило је име по њему. Такође је познато да је он именовао и реч „гамбит“. Сматран је за незваничног шаховског шампиона света, пошто је победио на првом модерном шаховском турниру у Мадриду. Касније је изгубио незваничну титулу од Леонарда ди Бона, римског правника.

## Биографија
Рођен је у Зафри, у шпанској аутономој заједници Екстремадури, у близини Бадахоза, највероватније јеврејског порекла. Студирао је и живео у Саламанки.

## Допринос шаху
Шаховско отварање „Руј Лопез“ је добило име по њему. Ради се о шаховском отварању 1.e4 e5 2.Nf3 Nc6 3.Bb5, познатом као Шпанско отварање или „Руј Лопез“.
Године 1561. Руј Лопез де Сегура пише први дефинитиван уџбеник о стратегији и игрању шаха. „Шах је древна игра менталне способности коју играју, како шампиони, тако и аматери“, како је писао. „Књига о слободном изумевању и вештини шаховске игре“ била је једна од првих фундаменталних шаховских књига.

### Неке од шаховских партија
Приликом посете папи Пију IV у Риму одиграо је партију са Ђованијем Леонардом ди Боном коју је добио у минијатури.
Лопез — Леонардо, Рим 1560:
 и бели побеђује.
Године 1575. Лопез губи партију од Леонарда ди Бона у Мадриду. То је било прво документовано шаховско такмичење.
Леонардо — Лопез, Мадрид 1575:
Леонардо — Лопез, Мадрид 1575:
1.e4 e5 2.Nf3 d6 3.Bc4 f5 4.d3 Be7 5.Qe2 c6 6.h3 f4 7.g3 fxg3 8.fxg3 Леонардо побеђује.